# 1816年5月27日日食
1816年5月27日日食为一次在协调世界时1816年5月27日出現的日環食。該次日食食分為0.9791，食甚維持1分54秒。新月當天（即朔日），地球上觀測到月球和太阳的角距離極小，此時月球如果恰好在月球交點附近，穿過太阳和地球之間，與地球、太阳接近一直線，則會出現日食。月球本影接觸地表而使該區域完全得不到陽光，就會形成日全食，同時在本影兩側數千公里的半影範圍內遮擋部分陽光，則形成日偏食。

## 概述
這次日食的食分是0.9791，環食維持1分54秒。

## 基本參數
- 類型：日環食
- 食甚資料：
  - 日期：1816年5月27日
  - 時間：3時13分24秒
  - 地點：48S 154E
  - 食分：0.9791
  - 日環食持續時間：1分54秒

## 外部連結
- NASA日食專頁（页面存档备份，存于）（英文）